# Lutte suisse
La lutte suisse (Schwingen) est une variante populaire suisse de lutte à la culotte qui se pratique en plein air, sur des zones circulaires couvertes de sciure de bois.
Elle est qualifiée, avec le hornuss et le lancer de la pierre d'Unspunnen, de sport national. Surtout pratiquée en Suisse alémanique, elle est connue en Suisse romande sous la dénomination de « lutte suisse ».

## Histoire
Les racines de la lutte en Suisse ne peuvent être clairement déterminées. La formule allemande Ringen und Schwingen, rencontrée fréquemment dès la Réforme protestante, indique que l'on distingue deux formes de lutte dans l'ancienne Confédération suisse. Si la saisie de l'adversaire par les habits, typique du Schwingen, apparaît déjà sur des illustrations du XIIIe siècle (comme sur un relief de la cathédrale de Lausanne), la lutte à la culotte en tant que forme spécifique de la culture des bergers qui pratiquaient la transhumance alpine n'est attestée que depuis le XVIIe siècle environ.

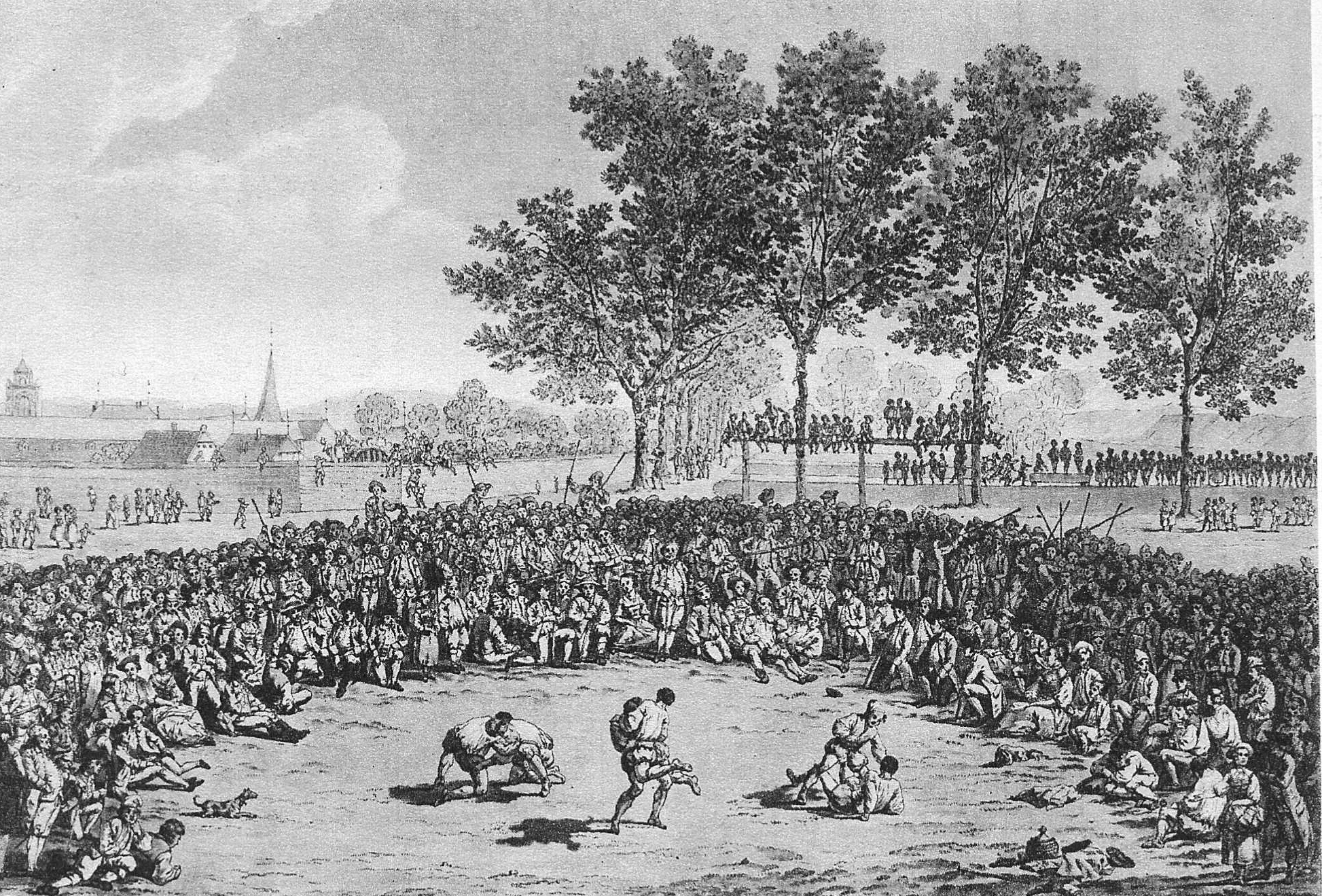
Gravure représentant une fête de lutte à Berne vers 1775.

Dans la Suisse centrale et sur le Plateau suisse, surtout dans les Préalpes, le Hosenlupf fait partie intégrante de la culture festive. De nombreuses ordonnances et interdictions officielles témoignent de l'existence de rencontres annuelles où s'affrontent les représentants de différentes communautés. Ces fêtes de lutte alpestres (Bergschwinget) surviennent souvent en même temps que la fête de l'alpage concerné (Älplerchilbi). Elles sont particulièrement fréquentes dans la vallée du Hasli et dans l'Entlebuch, ainsi qu'au Brünig.

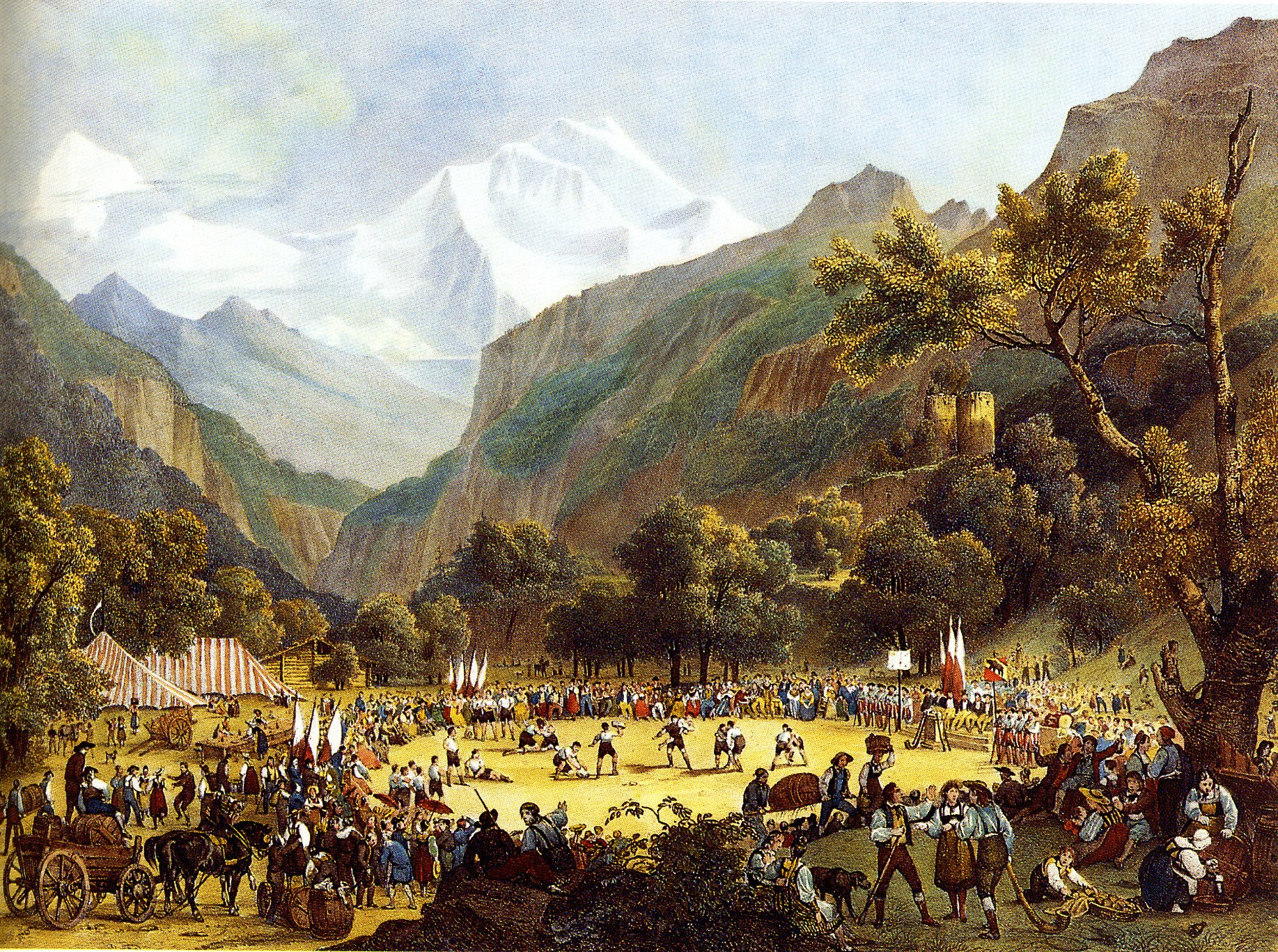
Fête d'Unspunnen en 1808.

Dans les récits de voyage du XVIIIe siècle, l'évocation de la lutte suisse comme exemple de coutume alpestre ancestrale est déjà un lieu commun : de nombreuses gravures présentent de paisibles lutteurs entourés de spectateurs en costume sur fond de paysage idyllique. Dans ses études sur l'Entlebuch, Franz Josef Stalder donne en 1797 une description détaillée et un aperçu historique de la discipline ; il lui suppose des règles immuables qui semblent pourtant avoir eu des variantes. D'autres sources attestent qu'en lieu et place de la culotte portée de nos jours, les lutteurs utilisaient aussi une ceinture de faucheurs et/ou un tissu noué autour de la cuisse. La durée d'un duel (appelé « passe ») n'était pas non plus unique.
Un renouveau de la lutte suisse a lieu avec la première Fête d'Unspunnen organisée en 1805, à un moment où la Suisse souffre de la domination française. L'occasion de cette fête est alors explicitement de développer la conscience nationale.
Dans le dernier tiers du XIXe siècle, des fêtes de lutte mémorables et la pratique croissante de la gymnastique étendent la pratique de la lutte dans les villes et les régions de plaine. Ainsi, la lutte devient un sport national touchant toutes les couches de la population. Les associations, en particulier l'Association fédérale de lutte suisse fondée en 1895, organisent ce sport qui intègre des caractéristiques régionales, améliorent le niveau des pratiquants par la publication de manuels et la mise en place d'entraînements, et établissent ses règles contemporaines.
Malgré cette extension vers les zones urbaines, la lutte suisse figure toujours parmi les traditions les plus populaires des zones rurales des Préalpes alémaniques.

## Règles
La lutte suisse se pratique avec une culotte en toile de jute, sorte de bermuda large avec une partie basse retroussée (« canons »), munie d'un ceinturon et portée sur les vêtements.
Selon les règles en vigueur depuis la création de l'Association fédérale de lutte suisse, la passe (Gang) dure de cinq à huit minutes et la finale de dix à vingt minutes selon le comité organisateur et le jury de classement (quatre à cinq personnes) chargé d'appliquer le règlement.
Une compétition de lutte, connue sous le nom de « fête de lutte », est divisée en deux phases : le championnat (passes 1 à 4) et le championnat des couronnes (passes 5 à 6) ; les deux meilleurs sont qualifiés pour la finale (Schlussgang) après cinq passes. À la Fête fédérale de lutte et des jeux alpestres, les lutteurs effectuent une première série de quatre passes puis une deuxième série de deux passes (chacune étant éliminatoire) avant les deux séries attribuant les couronnes et le titre de « roi de la lutte ».

### Catégories
Au niveau des adultes actifs, il n'existe aucune catégorie de poids ou d'âge ; un lutteur peut tomber sur n'importe quel adversaire qui participe à la fête. Seule une finale se déroule entre le premier et le deuxième lutteur du classement provisoire.
Pour les jeunes lutteurs en revanche, les compétitions répartissent les participants en catégories par année de naissance (par exemple 2001-2002).

### Rond de sciure
La lutte suisse se pratique sur un « rond de sciure », une surface circulaire de sept à quatorze mètres de diamètre recouverte de 23 m3 de sciure de bois sur quinze centimètres d'épaisseur. Le nombre de ronds dépend de la taille de la compétition : les fêtes régionales comptent quatre à cinq ronds alors que la Fête fédérale de lutte et des jeux alpestres en compte sept.
Le rond de sciure doit être constamment humidifié pour éviter que les particules de bois ne s'envolent et dérangent les lutteurs, les compétitions se déroulant en plein air. Il est aussi salé pour obliger les lutteurs à recracher la sciure qu'ils pourraient avaler lorsqu'ils sont au sol.

### Déroulement

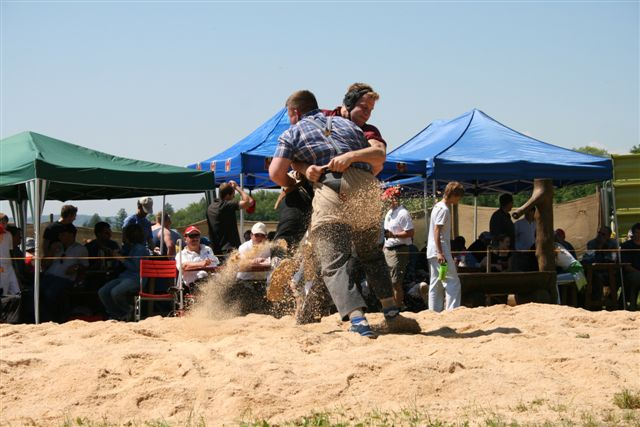
Lutteurs en action à la Baldegg-Schwinget 2008.

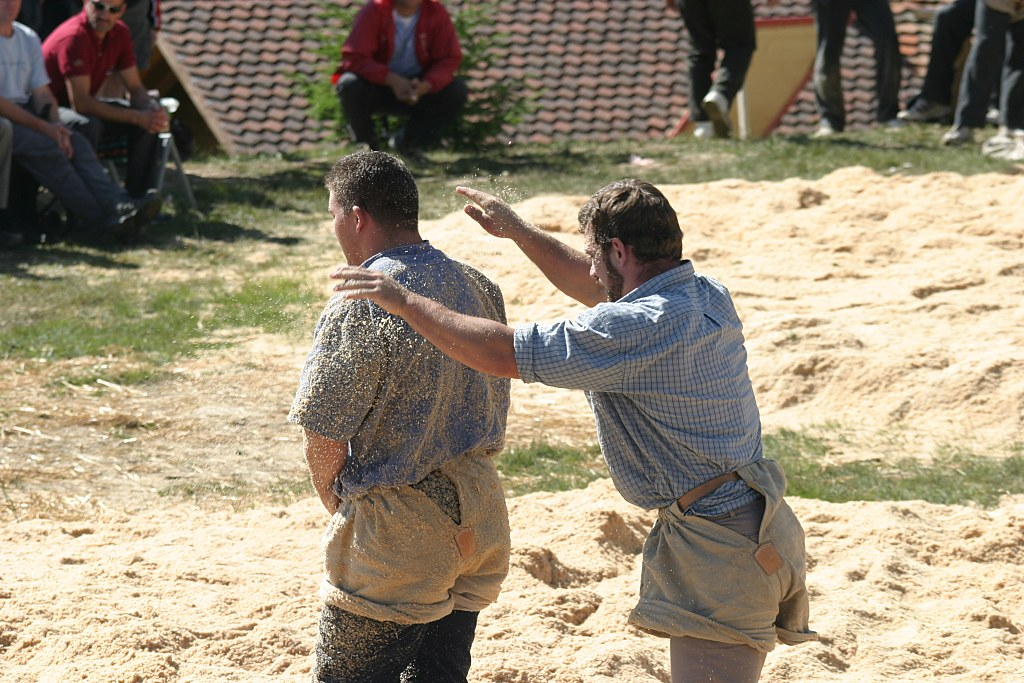
Lutteurs après une passe.

Au début d'une passe, les lutteurs se saluent en se serrant la main, puis prennent la position de départ qui consiste à empoigner le ceinturon de l'adversaire avec la main droite, au niveau du dos, et à agripper son canon droit avec la main gauche. Les lutteurs se mettent ensuite en place pour la passe en collant leur menton sur l'épaule de l'adversaire. Contrairement à la lutte gréco-romaine, ils doivent toujours avoir une prise sur la culotte de leur adversaire. Ils essayent alors de le jeter à terre, les omoplates ou les trois quarts du dos plaqués au sol. Une cinquantaine de mouvements sont possibles — portant des noms tels que le Kurz, le saut croisé (Übersprung), le Brienzer, le tour de hanche (Hüfter), le Buur ou le Wyberhaagge — et se divisent entre la technique debout et la technique au sol.
La passe se termine par la victoire de l'un des deux lutteurs ou à la fin du temps règlementaire (variable selon la compétition) ; elle est déclarée nulle (gestellt) dans ce dernier cas. À la fin de la passe, le vainqueur ôte traditionnellement la sciure accrochée sur le dos du perdant.

### Évaluation

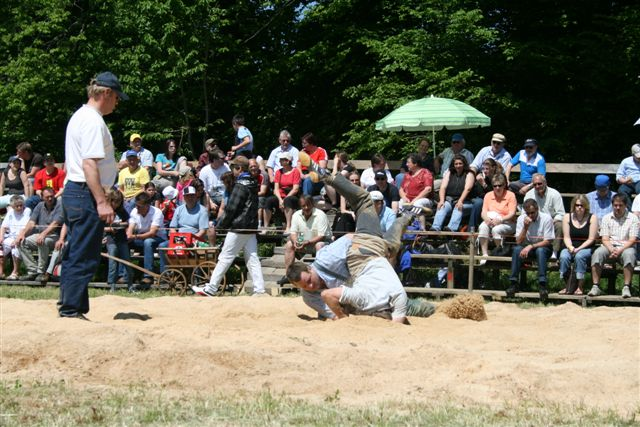
Lutteurs accompagné de l'un des juges.

La passe est évaluée par un jury de table composé de trois juges : l'un se tient sur le rond de sciure et les deux autres sont à une table. Le jury joue le rôle d'arbitre et attribue les notes pour chacun des deux lutteurs ; il décide également des paires d'adversaires de la passe suivante, en fonction de leur classement et de leur appartenance régionale. En cas de passe déclarée nulle, c'est le lutteur qui a été jugé le plus actif qui remporte la meilleure note.
Une passe peut être arrêtée en cas de sortie du rond de sciure, d'absence de prise des deux lutteurs ou de danger de blessure. Dans ce cas, les lutteurs reprennent la position de départ. Des pénalités peuvent aussi être données en cas de :
- temporisation dans les prises ;
- pauses durant la passe ;
- intention manifeste d'appuyer la tête ;
- application de prises brutales et dangereuses ;
- passivité manifeste ou persistance dans une situation jugée désespérée.

Un premier avertissement est donné, puis un second s'il reste sans effet, avec une menace de pénalité sur la note. Si la situation n'évolue pas, la pénalité est appliquée.
Le jury de table évalue les prestations selon un système de notes allant de 8,5 à 10 :
- 10,00 : victoire après avoir posé les deux omoplates de son adversaire en même temps (Plattwurf) ;
- 09,75 : victoire après avoir fait rouler successivement l'adversaire sur les deux omoplates au sol ;
- 09,00 : passe indécise mais avec beaucoup d'attaques ;
- 08,75 : passe indécise et sans beaucoup d'attaques ;
- 08,75 : défaite marquée mais avec beaucoup d'attaques ;
- 08,50 : défaite sans beaucoup d'attaques.

## Organisation
La lutte suisse est organisée par l'Association fédérale de lutte suisse, qui supervise cinq associations régionales — Bernisch-Kantonaler, Nordostschweizerischer, Nordwestschweizerischer, Innerschweizerischer et Südwestschweizerischer (Association romande de lutte suisse) — qui se subdivisent en associations cantonales, puis en clubs locaux.

### Fêtes de lutte

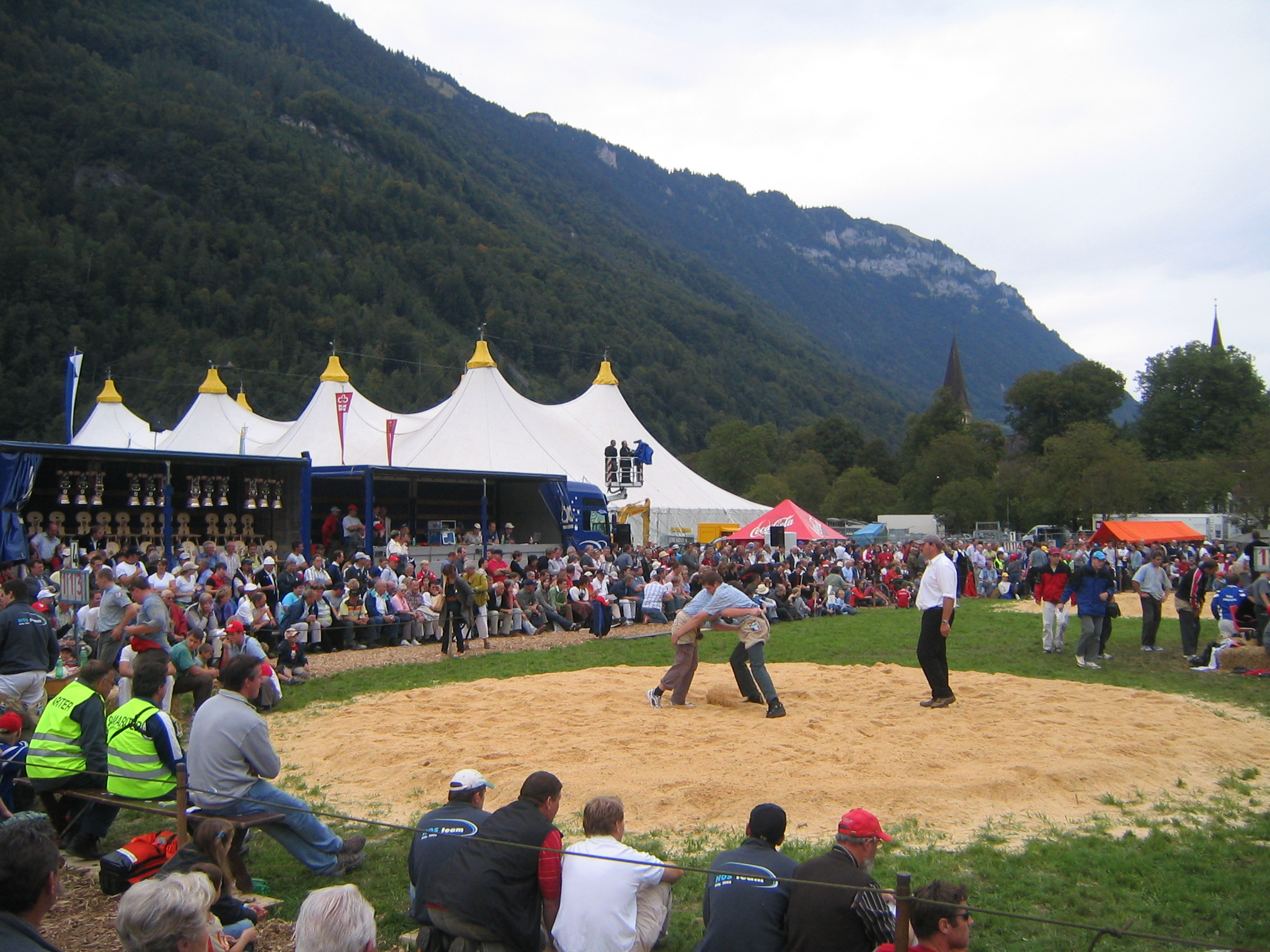
Lutte à la Fête d'Unspunnen 2006.

La principale fête de lutte est la Fête fédérale de lutte et des jeux alpestres. Regroupant les meilleurs lutteurs du pays, elle est considérée comme le plus grand événement du pays au regard de l'affluence. Organisée pour la première fois en 1895, elle n'a lieu que tous les trois ans, la dernière édition s'étant déroulée du 23 au 25 août 2019 à Zoug. Chacune des cinq associations régionales organise la manifestation à tour de rôle.

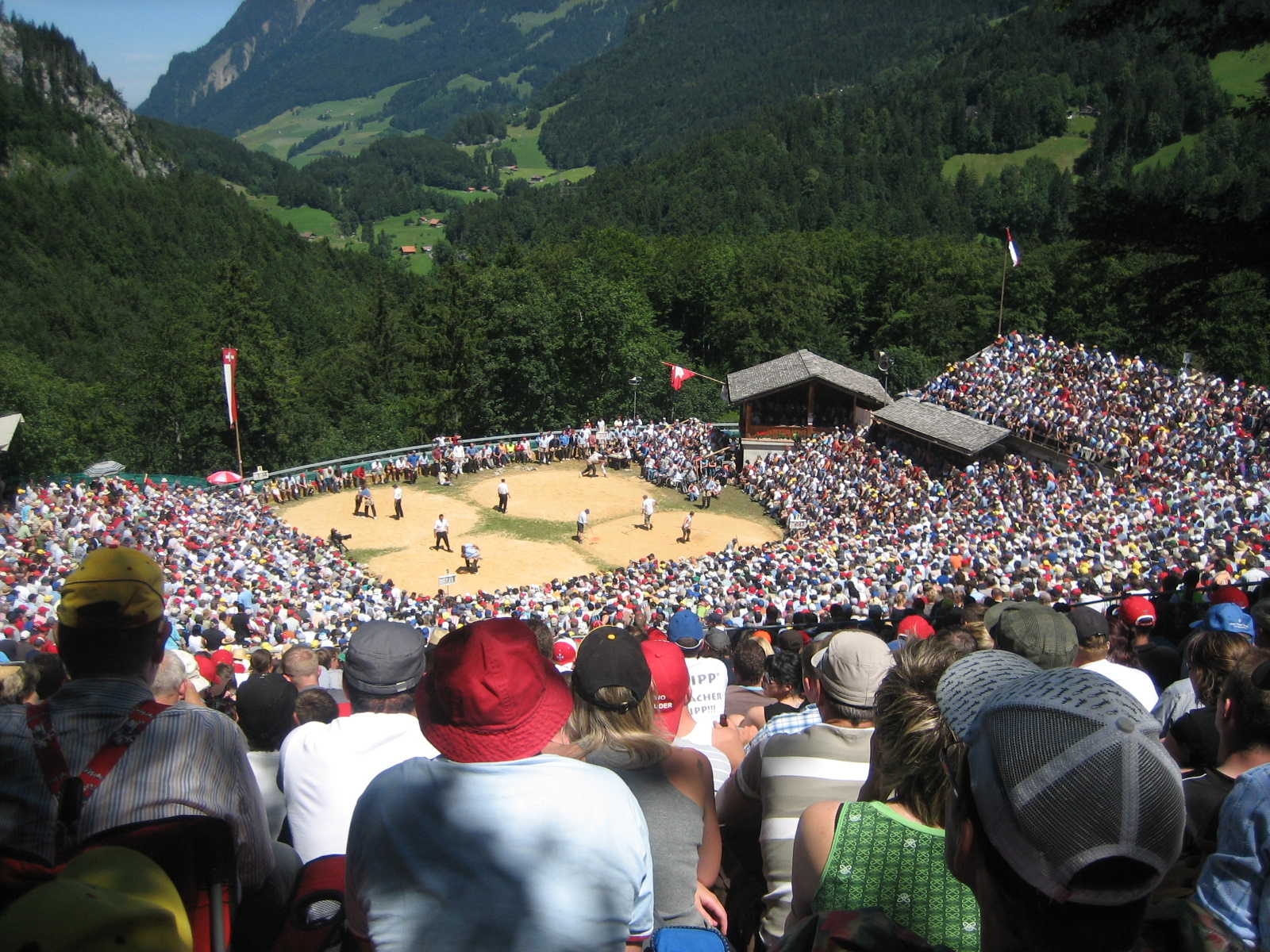
Brünig-Schwinget 2009.

Parmi les fêtes de lutte, un statut spécial est accordé aux compétitions organisées durant la Fête d'Unspunnen, l'Exposition nationale et la Kilchberger Schwinget (de) ; les deux premiers événements ont lieu à intervalles irréguliers et le troisième tous les six ans. Tous les trois tirent leur importance de leur « caractère fédéral », les lutteurs étant répartis au prorata des licenciés par association régionale.
Les sept fêtes de lutte alpestres, celles de l'Allweg (Allweg-Schwinget), du Brünig (Brünigschwinget (de)), du Lac Noir (Schwarzsee-Schwinget), du Rigi (Rigi-Schwinget), du Schwägalp (Schwägalp-Schwinget), du Stoos (Stoos-Schwinget) et du Weissenstein (Weissenstein-Schwinget), sont des fêtes populaires appréciées, qui attirent des milliers de spectateurs, dans une ambiance marquée par la musique folklorique, des chœurs de yodel, des cors des Alpes, des lanceurs de drapeaux ou des claqueurs de fouet (Geisslenchlöpfer).
D'autres fêtes sont organisées annuellement, entre le début de l'été et l'automne, au niveau des associations régionales et cantonales (sauf à Genève, où elles se déroulent tous les six ans). Des fêtes sans remise de distinction se tiennent aussi au niveau local. L'agenda des lutteurs comporte ainsi près de 120 manifestations annuelles.

### Prix
Les lutteurs vainqueurs de compétitions ne reçoivent pas d'argent mais les prix en nature de la « table aux dons » (Gabentisch), traditionnellement des cloches de vache (Treicheln) et des meubles rustiques ; le prix principal est souvent un taureau (Muni). À l'occasion des grands événements, le nombre de prix du « pavillon des dons » (Gabentempel) dépasse souvent le nombre de participants : 300 prix étaient ainsi disponibles pour 280 participants à la Fête fédérale de lutte et des jeux alpestres 2007, si bien que même les derniers du classement ont reçu des prix d'une valeur de 500 à 2 000 francs suisses.
La publicité n'est autorisée que dans les cantines et en dehors de la place de lutte. Toutefois, de la publicité cachée se fait via la mention des donateurs des différents prix. La renonciation à l'argent est aussi contournée, en particulier pour les « prix vivants » (Lebendpreisen), à travers la revente de ceux-ci. Même si le sponsoring des principaux lutteurs existe et si ceux-ci font de la publicité, ce phénomène ne porte toutefois pas encore atteinte au caractère amateur de ce sport.

### Titres
Le vainqueur de la Fête fédérale de lutte et des jeux alpestres porte quant à lui le titre de « roi de la lutte » (Schwingerkönig) ; les vainqueurs conservent ce titre même après le couronnement d'un autre roi. Ils sont connus de larges segments de la population et possèdent un statut de vedettes sportives. Le record de trois victoires est détenu par trois lutteurs : Hans Stucki (1900, 1902 et 1905), Ruedi Hunsperger (de) (1966, 1969 et 1974) et Jörg Abderhalden (de) (1998, 2004 et 2007) ; Abderhalden a par ailleurs atteint quatre fois de suite la finale de la Fête fédérale de lutte suisse. Willy Lardon (de) a aussi remporté la compétition à trois reprises (1937, 1943, 1945) mais n'a porté le titre de « roi de la lutte » qu'à deux reprises pour des raisons techniques ; il a reçu le titre de « premier couronné » (Erstgekrönter) en 1945. Vient ensuite Karl Meli (de) avec deux titres (1961, 1964), même s'il a remporté le plus de fêtes de lutte.
| Édition | Lieu                                | Canton                              | Roi de la lutte (Schwingerkönig)                                   |
| ------- | ----------------------------------- | ----------------------------------- | ------------------------------------------------------------------ |
| 1895    | Bienne                              | Berne                               | Alfred Niklaus                                                     |
| 1897    | Bienne                              | Berne                               | Alfons Thurneysen                                                  |
| 1898    | Bâle                                | Bâle-Ville                          | Christian Blaser et Frédéric Bossy                                 |
| 1900    | Berne                               | Berne                               | Hans Stucki et Emil Kocher                                         |
| 1902    | Sarnen                              | Obwald                              | Hans Stucki                                                        |
| 1905    | Interlaken                          | Berne                               | Hans Stucki                                                        |
| 1908    | Neuchâtel                           | Neuchâtel                           | Albrecht Schneider                                                 |
| 1911    | Zurich                              | Zurich                              | Gotthold Wernli                                                    |
| 1919    | Langenthal                          | Berne                               | Robert Roth et Gottlieb Salzmann                                   |
| 1921    | Berne                               | Berne                               | Robert Roth                                                        |
| 1923    | Vevey                               | Vaud                                | Karl Thommen                                                       |
| 1926    | Lucerne                             | Lucerne                             | Henri Wernli                                                       |
| 1929    | Bâle                                | Bâle-Ville                          | Hans Roth                                                          |
| 1931    | Zurich                              | Zurich                              | Hans Roth                                                          |
| 1934    | Berne                               | Berne                               | Werner Bürki (de)                                                  |
| 1937    | Lausanne                            | Vaud                                | Willy Lardon (de)                                                  |
| 1940    | Soleure                             | Soleure                             | Otto Marti et Werner Bürki                                         |
| 1943    | Zoug                                | Zoug                                | Willy Lardon                                                       |
| 1945    | Berne                               | Berne                               | pas de roi (Willy Lardon et Peter Vogt « premiers couronnés »)     |
| 1948    | Lucerne                             | Lucerne                             | Peter Vogt                                                         |
| 1950    | Granges                             | Soleure                             | pas de roi (Walter Haldemann et Peter Vogt « premiers couronnés ») |
| 1953    | Winterthour                         | Zurich                              | Walter Flach                                                       |
| 1956    | Thoune                              | Berne                               | Eugen Holzherr (en)                                                |
| 1958    | Fribourg                            | Fribourg                            | Max Widmer (de)                                                    |
| 1961    | Zoug                                | Zoug                                | Karl Meli (de)                                                     |
| 1964    | Aarau                               | Argovie                             | Karl Meli                                                          |
| 1966    | Frauenfeld                          | Thurgovie                           | Ruedi Hunsperger (de)                                              |
| 1969    | Bienne                              | Berne                               | Ruedi Hunsperger                                                   |
| 1972    | La Chaux-de-Fonds                   | Neuchâtel                           | David Roschi                                                       |
| 1974    | Schwytz                             | Schwytz                             | Ruedi Hunsperger                                                   |
| 1977    | Bâle                                | Bâle-Ville                          | Arnold Ehrensberger                                                |
| 1980    | Saint-Gall                          | Saint-Gall                          | Ernst Schläpfer (de)                                               |
| 1983    | Langenthal                          | Berne                               | Ernst Schläpfer                                                    |
| 1986    | Sion                                | Valais                              | Heinrich Knüsel (de)                                               |
| 1989    | Stans                               | Nidwald                             | Adrian Käser (de)                                                  |
| 1992    | Olten                               | Soleure                             | Silvio Rüfenacht (de)                                              |
| 1995    | Coire                               | Grisons                             | Thomas Sutter (de)                                                 |
| 1998    | Berne                               | Berne                               | Jörg Abderhalden (de)                                              |
| 2001    | Nyon                                | Vaud                                | Arnold Forrer (de)                                                 |
| 2004    | Lucerne                             | Lucerne                             | Jörg Abderhalden (de)                                              |
| 2007    | Aarau                               | Argovie                             | Jörg Abderhalden (de)                                              |
| 2010    | Frauenfeld                          | Thurgovie                           | Kilian Wenger (de)                                                 |
| 2013    | Berthoud                            | Berne                               | Matthias Sempach (de)                                              |
| 2016    | Estavayer-le-Lac                    | Fribourg                            | Matthias Glarner (de)                                              |
| 2019    | Zoug                                | Zoug                                | Christian Stucki                                                   |
| 2022    | Pratteln                            | Bâle-Campagne                       | Joel Wicki (de)                                                    |
| 2025    | Mollis                              | Glaris                              |                                                                    |
| 2028    | Lieux à définir                     | Berne                               |                                                                    |
| 2031    | Lieux à définir (en Suisse romande) | Lieux à définir (en Suisse romande) |                                                                    |
| 2034    | Lieu à définir (en Suisse centrale) | Lieu à définir (en Suisse centrale) |                                                                    |

15 à 20 % des lutteurs de la plupart des fêtes reçoivent une couronne et portent le titre de Kranzschwinger ; les vainqueurs de la couronne fédérale (remise à la Fête fédérale de lutte suisse) sont appelés « confédérés » (Eidgenossen). Les jeunes reçoivent une palme au lieu d'une couronne.
Les meilleurs lutteurs suisses sont désignés sous le titre de « lutteur de première catégorie » (Spitzenschwinger) et sont surnommés les « méchants » (Bösen). En 2010, le principal lutteur actif est Kilian Wenger. Martin Grab (de) en est l'un des principaux adversaires ; il parvint à battre Jörg Abderhalden en finale de la prestigieuse Fête d'Unspunnen 2006 et affronte Wenger en finale de la Fête fédérale de lutte et des jeux alpestres 2010. Un autre lutteur important est Arnold Forrer qui remporte la Fête fédérale de lutte et des jeux alpestres 2001 en affrontant Abderhalden en finale ; il obtint le titre après une passe déclarée nulle et grâce à sa meilleure note.

## Lutte féminine

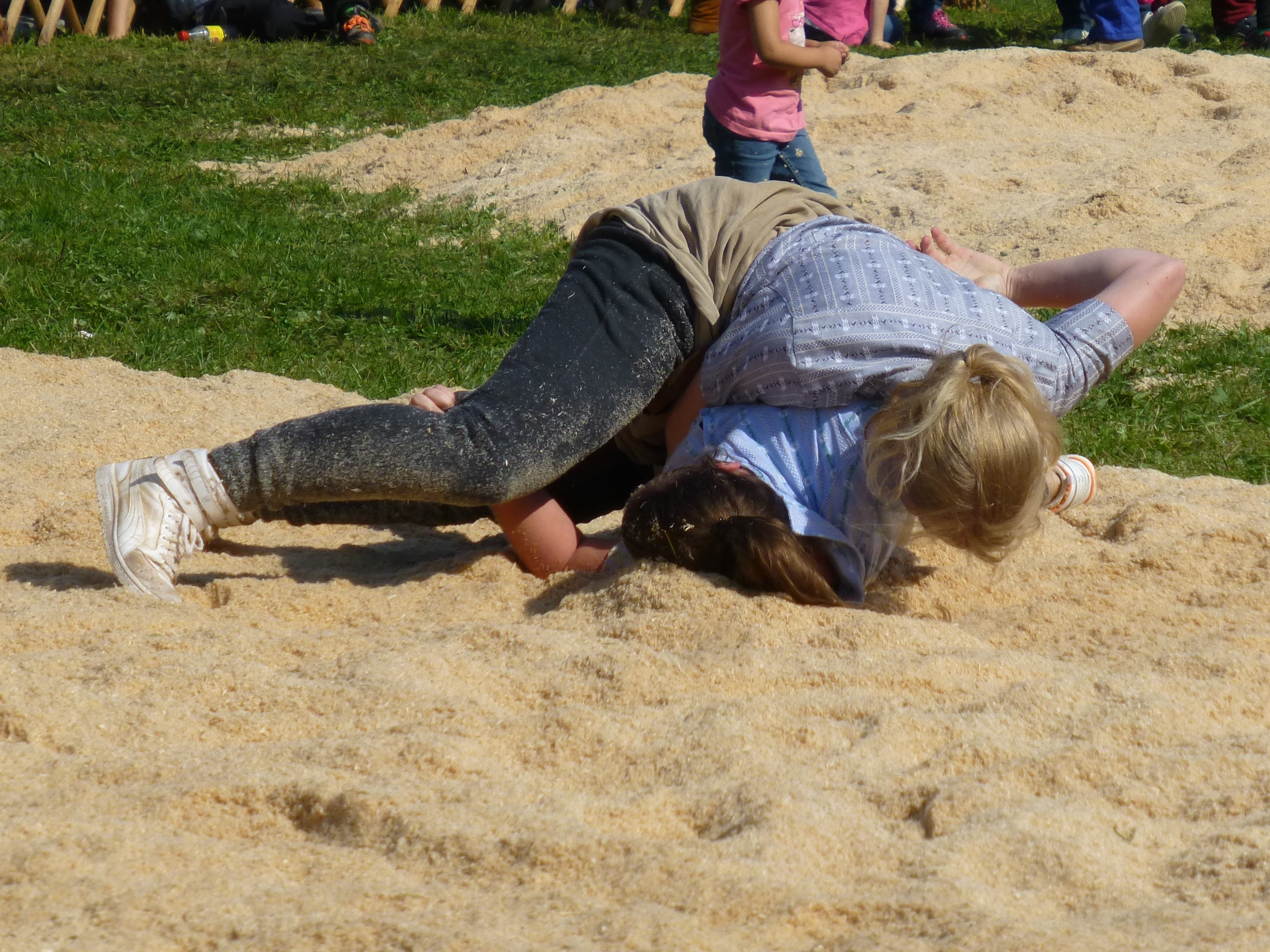
Combat de lutteuses en 2017.

La lutte suisse est un sport traditionnellement masculin. Toutefois, les femmes exercent ce sport depuis les années 1990 — l'Association fédérale de lutte féminine est fondée en 1992 — mais elles sont considérées avec suspicion par certains de leurs collègues traditionalistes, même si l'acceptation de la lutte féminine (Wyberschwinget) progresse.

## Traditions

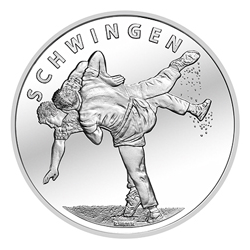
Pièce commémorative de 20 francs suisses.

Les lutteurs sont amateurs et les sportifs de premier plan travaillent le plus souvent dans des professions exigeant une certaine force physique, comme artisan fromager, boucher ou charpentier. Ils sont souvent désignés par la coutume avec leur nom de famille suivi de leur prénom, comme Grab Martin ou Abderhalden Jörg.
Les lutteurs sont habillés de façon uniforme. Les membres d'une association de lutte (Sennenschwinger, soit lutteur berger) sont vêtus d'un pantalon foncé et d'une chemise de couleur sans col, habituellement bleu clair (Sennenhemd), alors que les membres d'un club de gymnastique où se pratiquent d'autres sports (Turnerschwinger, lutteur gymnaste) portent de longs shorts et un gilet blancs.